# Hieronim Krasuski
Hieronim Krasuski herbu Nieczuja (zm. przed 29 października 1703 roku) – miecznik krakowski od 1697 roku, burgrabia krakowski w latach 1692-1697, cześnik wyszogrodzki, rotmistrz wojska powiatowego województwa krakowskiego w 1702 roku.
Poseł sejmiku województwa krakowskiego na sejm konwokacyjny 1696 roku.